# صالحیه (بهارستان)
صالحیه شهری است در بخش مرکزی شهرستان بهارستان. در تاریخ ۹ بهمن ۱۳۹۱ نام این شهر رسماً از صالح‌آباد به صالحیه تغییر کرد.صالحیه از سمت شرق به اسلامشهر و از غرب به رباط‌کریم محدود می‌شود.قبل از تجمیع و تایید تغییر به شهر و نام جدید این شهر از چند بخش کوچک به نام های حصارچوپان و صالح آباد و امامزاده باقر و با شوراهای مستقل و جداگانه و در تقسیمات کشوری تحت روستا و دهیاری فعال بود،بخش حصارچوپان با جمعیتی حدود سیصد نفر که اکثرا از مهاجرین از اطراف اصفهان بوده که از حوالی یکصد سال قبل به آنجا کوچ کرده و در اراضی کشاورزی آنجا به عنوان رعیت و کشاورز مشغول زندگی شدند و در قسمت کوچک صالح آباد که تنها از یک خیابان بزرگ با درختانی افراشته و مشهور به خیابان درختی بود و ساکنانش از یزدیهای نیر که آنها نیز از سال‌های دور ساکن آنجا شده و مانند همسایگان خود به شغل کشاورزی اشتغال داشتند،بیشتر تولید آنها از مزارع و باغات ،انگور ،سیفی جات،و سبزی جات بوده،این منطقه طبق یک برگ سند قدیمی موجود که بر اطلاق نام حصارچوپان بر آن تاکید دارد موید قدمت آنجاست ،در این برگ سند قدیمی چنین آمده ،،غلام این قریه حصارچوپان از توابع شهریار را در ماه صیام هبه کردم به والد مکرم معزز خویش مظفرالدین شاه قاجار به بهای پنج ریال ،،
نیامدن نام صالح آباد در این سند تاکید بیشتری بر اطلاق نام حصارچوپان بر تمامی آن قریه دارد،با شروع دوره قانون اصلاحات ارضی پهلوی دوم بیشتر رعایای این قریه که برای والی و ارباب وقت کار می‌کردند صاحب زمین‌های وسیع و به نام خود و تملک آنها گردیدند که موجب تغییر در نوع و رفاه زندگی آنها شد،در سالهای دهه هفتاد شمسی و شروع مهاجرت روستانشینان استان‌های دیگر کشور،سیل مهاجرین به آنجا نیز شدت گرفت و کشاورزان سابق شروع به فروش و تقسیم اراضی خود برای ساخت واحدهای مسکونی به مهاجرین کرده که موجب رشد سریع جمعیت آنجا شد،
آب آشامیدنی
________________________________
قریه حصارچوپان که در سالهایی به خاطر قرار گرفتن در ضلع جنوبی قلعه ای قدیمی که سکونتگاه ارباب وقت بوده به نام قلعه پایین در محاورات اهالی خوانده و قسمتی که کوچ نشینان یزدی قرار داشتن به لحاظ بودن در سمت شمالی این قلعه با نام قلعه بالا نام برده می‌شد هر چند در سال‌های بعد به دلیل مقتضیات و خودسری ها برخی نامهای موقت مانند هجده هکتار،سیمتری و مانند اینها کاربرد پیدا کرد اما موقتی و به زودی فراموش شد،قریه کوچک حصارچوپان و خانوارهای ساکن در آن برای مصرف آب آشامیدنی خود متکی به یک چاه آب کشاورزی در فاصله حدودا دو کیلومتری خود بودند که این چاه علاوه بر رفع نیاز آب شرب اهالی وظیفه تامین آب کشاورزی را نیز بر عهده داشت،دولت وقت به سبب مشکلات بسیار و نداشتن امکانات کافی از رسیدگی سریع به این موضوع دوری می‌کرد به همین دلیل طبق جلسه ای مابین اهالی و مسوولان شهرستان مقرر شد فردی به عنوان مسول آبرسانی آنجا تعیین گردیده و مشکلات را در این مورد حل کند،با رای گیری و تایید دوایر دولتی آقای نعمت الله ذبیح به عنوان مسول آبرسانی آنجا مشغول خدمت رسانی شد که وی بدون هیچ کمکی از ادارات دولتی و نهادی دیگر و تنها با تکیه بر همکاری و تصمیمات سخت ولی به جا و همراهی اهالی،آن یک چاه آب کشاورزی با برداشت آب بسیار پایین را تبدیل به یازده چاه عمیق و نیمه عمیق آب شرب بر اساس استانداردهای روز نمود که نوعی جهش صنعتی و تحولی بزرگ البته در مقیاسی کوچک بود،با تاسیس این دفتر آبرسانی که موجب اشتغال زایی برای حدود 50 نفر از جوانان آنجا شد مشکل آب شرب و کاملا بهداشتی آنجا برای همیشه مرتفع گردید، این روستا به خاطر دور بودن از پایتخت و ادارات دولتی و سازمان‌های شهری مانند شهرداری و امثالهم دچار مشکلاتی بودند،که آبرسانی و مسول آن در بسیاری مواقع در نقش شهرداری و شهردار نیز ظاهر شده و خدمات دهی به ساکنان را ارجح دانسته و کارهایی مانند تلاش در نقشه برداری خیابان‌ها و کوچه ها،نام گذاری تقریبا تمام کوچه ها و خیابان‌های آنجا،پلاک گذاری منازل مسکونی و تجاری،تفکیک و سرشماری واحدهای تجاری و مسکونی،و ....که این خدمات هنوز نیز در ذهن شهر و ساکنان باقی و یادگاری بزرگی از خدمت رسانی صادقانه به مردم است،با توجه به رضایت اهالی اما در سال 1387 دولت وقت با تصویب قانونی خلاف اصل 44 قانون اساسی اقدام به دراختیار گرفتن این آبرسانی به شیوه هایی گوناگون گرفت و در انتها مسولیت آب شرب به دولت واگذار گردید ولی نام آقای نعمت الله ذبیح و جوادذبیح به عنوان مدیران ارشد و اجرایی آنجا در ذهن اهالی ماندگار گردید.

## پیشینه
این شهر در سال ۱۳۸۴ با حکم سازمان تقسیمات کشوری به عنوان شهر مستقل ایجاد شد.
درباره سابقه و پیشینه این شهر می‌توان به تک برگی از یک سند ممهور و رسمی از طرف یکی از فرزندان مظفرالدین شاه اشاره کرد ،در این برگ سند چنین آمده ،غلام این قریه حصارچوپان از توابع شهریار را هبه کردم در ماه صیام به والد مکرم و معزز خود مظفرالدین شاه قاجار به بهای پنج ریال،،،حتی سکونت بومیان آنجا که اصالتا مهاجرینی از شهرهای دیگر کشور بوده و قدمت سکونت آنها چنان که بر زبان و گویش آنها تاثیر داشته و آنها گویش محلی خود را فراموش و گویشی جدید و در دایره گویشهای سکونتگاه‌های اطراف تهران را کم کم در محاورات خود به کار گرفتند،نزدیک بودن به جاده های اصلی خروجی تهران و مسیرهای قم و تهران و اراک و اصفهان تایید کننده قدمت و پویایی آنجاست ،وجود دو قلعه قدیمی که یکی متاسفانه به دلیل اهمال و بی توجهی از بین رفته ولی دیگری با نام امارت و معماری خاص قاجاری با محوطه ای بزرگ و اتاقهای منقوش به کاشی کاری های زیبا و ستون‌های ایوان بیرونی و رنگ آمیزی دیوارها که برای سکونت ارباب ده ساخته شده بوده ولی گویا هیچگاه مورد استفاده قرار نگرفته است،هر چند این امارت زیبا و جذاب امروز به مامن گروهی کولی و معتادین و احشام تبدیل گشته است و هیچ نهادی توجهی به این امر مهم ندارد،